# Farmàcia Vilardell
La Farmàcia Vilardell, també coneguda com a Farmàcia Trenard, està situada al carrer de Pau Claris, 96 i la Gran Via de les Corts Catalanes, 650 de Barcelona, i està catalogada com a element d'interès paisatgístic (categoria E3).

## Història
El 1896, Josep Juli Trenard i Machiran hi va establir la seva «farmacia y jarabería». El 1919, va passar a mans de Lluís Amargós i Beltran, i el 1931 a Joan Vilardell i Garriga. El 1935 es van fundar els laboratoris Vilardell, que comercialitzaven els coneguts supositoris de glicerina.
El 2004, la farmacèutica Clara Vilardell Albareda es va jubilar i va llogar la botiga a Caja Castilla La Mancha, que va reformar-ne l'interior per complet. Els mobles modernistes que hi havia, incloent-hi un taulell de la primera època de Gaudí, van ser donats a la fundació Concordia Farmacèutica i es van traslladar al Parc Científic de la Universitat de Barcelona, amb l'objectiu que s'exposin al Museu de la Farmàcia Catalana. Actualment, hi ha una sucursal del Banco Pichincha, originari de l'Equador.

## Descripció
Es tracta d'un establiment que ocupa els dos locals del xamfrà, de planta baixa desdoblada en dos nivells. Disposa de sis obertures, una al carrer de Pau Claris, dues al xamfrà, una a cada aresta, i finalment, una a la Gran Via.
A l'exterior es conserva la decoració original de l'establiment, entre la qual destaca el portal central, amb mainell central de fusta decorada, així com dues fulles batents amb vidre, amb la copa d'Higiea gravada a l'àcid i amb tiradors exteriors de ferro forjat amb espirals en els extrems.